# James Seddon
James Alexander Seddon (ur. 13 lipca 1815 w hrabstwie Stafford, zm. 19 sierpnia 1880 w hrabstwie Goochland) – amerykański polityk.

## Życiorys
Seddon urodził się 13 lipca 1815 roku na terenie hrabstwa Stafford. Studiował pod kierunkiem prywatnych nauczycieli i ukończył studia na wydziale prawa University of Virginia. Następnie został przyjęty do palestry i otworzył prywatną praktykę w Richmond. W 1845 roku został członkiem Izby Reprezentantów, z ramienia Partii Demokratycznej. W izbie niższej zasiadał przez dwa lata, gdyż odmówił powtórnego kandydowania. W 1849 roku ponownie wygrał wybory do Izby Reprezentantów i ponownie nie ubiegał się o reelekcję po upłynięciu dwuletniej kadencji.
Seddon był członkiem konwencji pokojowej, która odbyła się w Waszyngtonie w 1861 roku, mającej na celu opracowanie środków zapobiegających wybuchnięciu wojny secesyjnej. Rok później został mianowany sekretarzem wojny Skonfederowanych Stanów Ameryki. W lutym 1865 roku odszedł ze stanowiska i przeszedł na polityczną emeryturę. Zmarł 19 sierpnia 1880 roku na terenie hrabstwa Goochland.